# Ремюза, Огюст Лоран де
Огюст Лоран де Ремюза (28 апреля 1762, Валансоль — 15 мая 1823, Париж) — французский аристократ, граф Империи (1808), чиновник и придворный, суперинтендант императорских театров, муж знаменитой мадам де Ремюза.

## Биография
Происходил из старинной аристократической семьи из Южной Франции — Прованса. Младший сын Шарля де Ремюза (1705—1793), который, будучи уже глубоким стариком, был гильотинирован во время революционного террора, и его жены Анны де Кондоль (ум. 1769). Его старший брат, Пьер-Франсуа (1755—1803), был депутатом Совета Пятисот.
Огюст де Ремюза начал свою карьеру в родном Провансе в качестве юриста. Во время революции он удалился в своё нормандское поместье, где приютил родственников первого министра королевской Франции Шарля Гравье де Верженна, к тому времени покойного, также спасавшихся от революционных потрясений. Через некоторое время он женился на юной Клер Элизабет Гравье де Верженн, которая в те же годы сблизилась с ещё одной пострадавшей от революции дворянкой — Жозефиной Богарне, вдовой гильотинированного генерала Александра де Богарне.
Вскоре Жозефина де Богарне вторым браком вышла за другого генерала — Наполеона Бонапарта. Она не забыла свою подругу, поддержавшую её в непростые годы, и, став императрицей, приблизила её ко двору, где та прославилась, как хозяйка светского салона. Её муж, Огюст де Ремюза, был осыпан милостями и сделан суперинтендантом императорских театров.
Это была ответственная работа, поскольку Наполеон относился к театру с большим интересом. С одной стороны, ценя положительную роль театра, он требовал прислать театральные труппы даже во временно занятую им Москву (а до этого — в Египет). С другой, следил чтобы с театральной сцены не звучало крамольных реплик и призывов,  нередко лично выступая в качестве цензора.
Огюсту де Ремюза приходилось не только учитывать многочисленные замечания и пожелания императора, но и, например, заниматься сглаживанием конфликта между двумя самыми знаменитыми актрисами того времени — Мадемуазель Дюшенуа и Мадемуазель Жорж. Актрисы соперничали за звание сосьетера театра Комеди Франсез, и, по приказу суперинтенданта, получили это звание одновременно.
Во время регулярных посещений Наполеоном парижских театров, Ремюза обыкновенно находился рядом с ним в императорской ложе, стоя у императора за спиной. Русский военачальник и путешественник, генерал граф Евграф Комаровский приводит в своих мемуарах такой эпизод:

Наполеон приказал нашему [российскому] послу назначить [в театре] особую ложу. Подле оной сидел всегда итальянского королевства министр граф Марескальки. Я всегда был в ложе нашего посла, которая была через две ложи от наполеоновой. Надобно сказать, что Наполеон никогда в театре не аплодировал, а оттого царствовала всегда в оном глубокая тишина. Один раз случилось, что Крементини пропел известную свою арию с таким совершенством, что бедный Марескальки, как итальянец, в исступлении от восторга, несколько раз громко закричал «браво! браво!», и вдруг, опомнившись, спустился со стула на пол и на четвереньках выполз из ложи. Я сам испугался за бедного Марескальки и взглянул на Наполеона, за которым в продолжение всего спектакля всегда стоял Ремюза, директор театров и дежурный камергер. В ту самую минуту, когда услышал Наполеон сей, можно сказать, никогда не бывалый крик в театре, он, оборотясь, бросил взор на Ремюза, который, поклонясь, вышел вон из ложи, но чем это кончилось, мне не было известно.
— «Записки» графа Комаровского.
Кроме высокой должности, Огюст де Ремюза получил от Наполеона также графский титул (будучи младшим сыном графа, он, по правилам, принятым во Франции, сам графом не считался — титул отца наследовал старший сын), придворное звание камергера, а затем Главного Смотрителя Гардероба, стал кавалером, а затем офицером ордена Почётного легиона.
Несмотря на всё это, во время Реставрации Бурбонов, граф де Ремюза присоединился к ультрароялистам и был назначен префектом департамента Верхняя Гаронна с центром в Тулузе. Когда, в ходе развернувшегося Белого террора, банда роялистов в Верхней Гаронне расправилась  с наполеоновским генералом Жан-Пьером Рамелем, префект не сделал ничего, чтоб задержать и наказать преступников, в связи с чем общественное мнение о нём сильно упало. Переведённый в Лилль, на должность префекта департамента Нор, граф окончил свои дни на этой должности.

## Личная жизнь
Первым браком Огюст де Ремюза был женат на Жюли де Саки де Санн (1764-1795), от этого брака у него была дочь. От второго брака с Клер Элизабет Гравье де Верженн (прославившейся, как Мадам Ремюза), граф  имел двух сыновей, из которых Шарль какое-то время занимал пост министра иностранных дел Франции.